# كوبيت

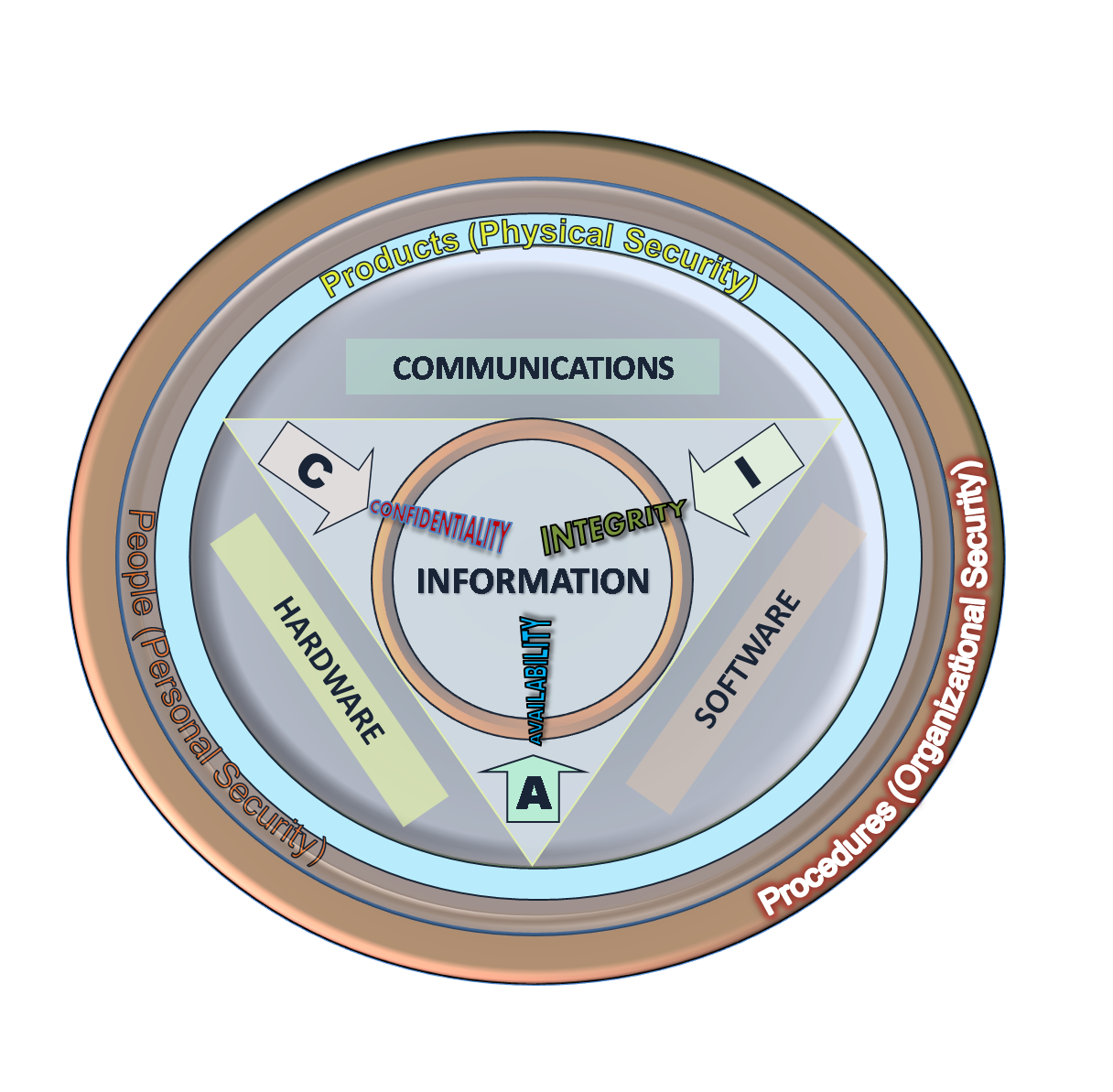

كوبيت (بالإنجليزية: COBIT) هو إطار قياسي مكون من عدة أدوات تساعد مديري المؤسسات على تقليل الفجوة وتقليل المخاطر بين نظم المعلومات والاحتياجات الفنية واحتياجات الأعمال الأساسية للمؤسسة.

## تعريف
إطار كوبيت COBIT هو إطار قياسي مكون من عدة أدوات تساعد مديرى المؤسسات على تقليل الفجوة وتقليل المخاطر بين نظم المعلومات والاحتياجات الفنية واحتياجات الأعمال الأساسية للمؤسسة. ويساعد هذا الإطار أيضا على توفير خريطة طريق مسبقة للتواصل بين نشاطات أقسام نظم المعلومات والاتصالات مع مديرى المؤسسة والمساهمين وأطراف أخرى يمكن أن يكون لها علاقة أو مصلحة من حوكمة نظم المعلومات.
وبشكل عام يحتوى الإطار على مجموعة من منظومات المراقبة ومتابعة ليس فقط للنقاط التالية:-
- منظومة أساسية لربط منظومات المراقبة حيت أن كل منظومة تحتوى على معطيات ومدخلات ومخرجات المنظومة
- النشاط أو النشاطات الأساسية لكل منظومة
- أهداف المنظومة
- مؤشرات الأداء لكل منظومة
- نموذج عام لقياس أداء المؤسسة

ويحاول أطار COBIT ربط الأهداف الأساسية أو الرئيسية للمؤسسة مع منظومات العمل وأهداف قسم تكنولوجيا المعلومات. ويتم هذا من خلال ما يلي :
- نمذجة قياسية متعلقة بنظم المعلومات لسهولة القراءة والتنفيذ
- تقديم نماذج لقياس الإنجاز والأداء.
- ربط المسؤوليات والمسؤولين بالمؤسسة على جميع المستويات حتى مستوى منظومات تكنولوجيا المعلومات.

## مكونات الإطار
ويتكون إطار كوبيت من عدة أدوات تستخدم لتصميم أطر وتعتمد في الأساس على أربعة أقسام أساسية:
- منظومة عمل الإطار الأساسية وطرق الربط بين أهداف وأعمال المؤسسة ونظم المعلومات ويحتوى على الأركان الأساسية التالية:
- التخطيط والتنظيم
- التملك والتنفيذ
- التسليم والمساعدة
- المتابعة والتقييم
- توصيف وخرائط المنظومات بما يتماشى مع الأركان السابقة
- منظومات رقابة فرعية لمتابعة المنظومات وقياس الأداء
- إرشادات لتوضيح العلاقات والمسؤوليات بين منظومات العمل
- نموذج نضج المنظومات ويستخدم في متابعة نضج الأداء والعمل على تضييق الفجوة مع المقارنات الدولية وجودة المنظومات الناجحة مع مراعاة الربط بالمنظومات القياسية الأخرى المتعلقة بالتخطيط والتنفيذ والمتابعة

## الفوائد والمردود المتوقع من استخدام كوبيت
- المساعدة في خلق نظام كامل لحوكمة منظومات العمل على مستوى الخدمات المقدمة للعملاء وربطها بحوكمة منظومات العمل ومنظومات العمل بتكنولوجيا المعلومات والاتصالات.
- رفع كفاءة القائمين بالعمل وذلك لوضوح نشاط المنظومات وربطها بالتوصيف الوظيفي للمؤسسة.
- زيادة قيمة استثمارات نظم تكنولوجيا المعلومات والاتصالات داخل المؤسسة عن طريق التأكيد ان لكل منظومة عمل خاصة بمنتجات اوخدمات المؤسسة لها منظومة عمل أو تطبيق بنظم المعلومات
- رفع الأداء عن طريق مراقبة أداء هذة المنظومات والمؤشرات المتعلقة بكل منظومة.
- الاعتماد على اطار موحد وقياسي لرسم خريطة المؤسسة على جميع المستويات المذكورة وربطها بطريقة ديناميكية وتجربة فاعلية وكفائة الإطار قبل البدء في البناء.
- زيادة الشفافية وتعظيم الرؤية في مستقبل المؤسسات
- استخدام ادوات قياسية دولية تساعد الأطراف المعنية على سهولة التداول وعدم الاعتماد على الأفراد فقط مما يزيد من قيمة البناء المؤسسي.
- التفاعل مع المؤسسات الأخرى محليا ودوليا والتي قد تستخدم نفس الإطار مما يتيح سهولة وسرعة التعامل.
- القضاء على التكرار الفعلى والورقى داخل المؤسسة.
- زيادة مستوى الأمان المتعلق معلومات المؤسسة.

## انظر أيضآ
- حوكمة الشركات لتكنولوجيا المعلومات
- Risk IT
- Val IT
- حوكمة البيانات
- Health Insurance Portability and Accountability Act
- Information Quality Management
- مكتبة البنية التحتية للمعلوماتية
- Information Security Management System
- جمعية مهندسي الكهرباء والإلكترونيات